# Guyana világörökségi helyszínei
Guyana területéről eddig egy helyszín sem került fel a világörökségi listára, öt helyszín a javaslati listán várakozik felvételre. 
| Megnevezés                                            | Kép | Típus      | Kritérium | Év   | Link |
| ----------------------------------------------------- | --- | ---------- | --------- | ---- | ---- |
| Georgetown ültetvényszerkezete és történelmi épületei |     | kulturális | II, IV, V | 2005 |      |
| Szent György anglikán katedrális                      |     | kulturális | I         | 1995 |      |
| Zeelandia erőd                                        |     | kulturális | III       | 1995 |      |
| A georgetowni városháza                               |     | kulturális | I         | 1995 |      |
| Kagyló-part Essequibo-part                            |     | természeti | X         | 1995 |      |